# Ольянта Умала
Ольянта Мойсес Умала Тассо (ісп. Ollanta Moisés Humala Tasso; нар. 26 червня 1962, Ліма) — перуанський політик і військовий (підполковник у відставці), президент Перу (2011—2016). Голова лівої індіанської Перуанської націоналістичної партії.

## Біографія
Син Ісаака Умали Нуньєса, засновника індіанського націоналістичного Етнокасерістського руху. Його брат Антауро Умала очолив заколот в місті Андауайлас 1 січня 2005 і кілька днів утримував поліцейський комісаріат міста.
Ольянта Умала вчився на військовика. Взяв участь у зіткненнях з бойовиками організації Сяючий шлях (Сендеро луміносо), в 1995 році брав участь у збройному конфлікті з Еквадором (війна Альто-Сенепі). У 2000 році підняв невдалий заколот проти президента Альберто Фухіморі. Після закінчення повноважень Фухіморі Умала був прощений Конгресом і якийсь час був військовим аташе у Франції та Південній Кореї. Після піднятого його братом заколоту пішов у відставку з військової служби і заснував Перуанську націоналістичну партію. У 2006 році взяв участь в президентських виборах. Набрав 30,62 % голосів у першому турі і 45,5 % — у другому, поступившись апрісту Алану Ґарсія.
У 2011 році знову брав участь у президентських виборах. Кандидати у віце-президенти — конгресмен Марісоль Еспіноза Крус і прокурор Омар Чеаде. Умала спочатку вважався фаворитом першого туру виборів. У ході передвиборчої кампанії Умала обіцяв справедливіший розподіл доходів, єдину систему безплатної охорони здоров'я, боротьбу з корупцією, а також закон щодо обов'язкового виконання передвиборчих обіцянок. У той же час, незважаючи на лівий характер своєї передвиборчої програми, Умала прагнув дистанціюватися від Уго Чавеса та його ідей. Умала вийшов у другий тур виборів, отримавши відносну більшість голосів — 31,76 %.
Тоді перуанський лауреат Нобелівської премії з літератури Маріо Варґас Льйоса називав вибір між ультралівим націоналістом Ольянтою Умалою і ультраправою консерваторкою Кейко Фухіморі «вибором між раком і СНІДом».
5 червня 2011 відбувся другий тур виборів, де Умала здобув перемогу. Наступного дня Національна виборча комісія Перу офіційно оголосила про перемогу Ольянти Умали. За попередніми підрахунками, він набрав 50,5 % голосів.
Серед головних зобов'язань переможця президентських виборів — збільшити на 20 % мінімальну заробітну плату, розширити кредитування незаможних, підвищити оподаткування і обмежити прибутки гірничодобувних компаній, ввести заборонні мита на експорт газу для насичення внутрішнього ринку, а також схвалити закон про обов'язкове виконання передвиборчих обіцянок.

## Виноски
1. ↑  Боевики, захватившие в перуанском городе Андауайлас комиссариат полиции, сдались властям. Жэньминь жибао. 05.01.2005. Архів оригіналу за 13 березня 2012. Процитовано 7 червня 2011.
2. ↑  Кандидат на пост президента о программе партии[недоступне посилання з квітня 2019], Пренса Латина (18.12.2010)
3. ↑  Перу. Выбирай, но осторожно. Euronews. 08.04.2011. Архів оригіналу за 14 квітня 2011. Процитовано 7 червня 2011.
4. ↑  У Перу в другий тур президентських виборів вийшли відставний офіцер і дочка екс-президента
5. 1 2  Перу очолив індіанець-популіст[недоступне посилання]